# 六枝特区
六枝特区（ろくし-とっく）は中華人民共和国貴州省六盤水市に位置する県級特区。

## 歴史
1713年（雍正9年）に郎岱庁が設置される。1913年に県に改編され1960年に六枝市となる。
1962年に再び県となり、1966年に六枝県が拡大し郎岱県に改名、また周辺の県が合併し六枝特区が設置される。
1970年に郎岱県が六枝特区に編入され現在に至る。

## 行政区画
下部に3街道、9鎮、1郷、5民族郷を管轄する。
- 街道
  - 九竜街道、銀壷街道、塔山街道
- 鎮
  - 岩脚鎮、木崗鎮、大用鎮、関寨鎮、牂牁鎮、新華鎮、竜河鎮、新窯鎮、郎岱鎮
- 郷
  - 新場郷
- 民族郷
  - 梭戛ミャオ族イ族回族郷、牛場ミャオ族イ族郷、中寨ミャオ族イ族プイ族郷、落別プイ族イ族郷、月亮河イ族プイ族ミャオ族郷

## 民族
31の少数民族が居住し、少数民族の人口は30.5%である。主な少数民族はプイ族、イ族、ミャオ族、コーラオ族などである。

## 産業
石炭の有数の産地で、「江南煤海」「江南煤都」と呼ばれている。また鉄鉱石、硫黄、ヒ素、鉛、亜鉛、蛍石、方解石、重晶石、水晶、石膏、石灰石、珪石その他多くの鉱物資源を産出する。

## 交通

### 鉄道
- 中国国家鉄路集団
  - 安六高速線（中国語版）

（六盤水方面）- 長箐駅 - 六枝南駅 -（貴陽方面）
- - 滬昆線

（昆明方面）- 関寨駅 - 新窯駅 - 那玉駅 - 六枝駅 - 大用駅 -（貴陽方面）

### 道路
- 高速道路
  - 都香高速道路